# Wes Brown (acteur)
Pour les articles homonymes, voir Wes Brown et Brown.
James Wesley "Wes" Brown (né le 26 janvier 1982) est un acteur américain.

## Biographie
Brown est né à Fort Worth, au Texas et a grandi à Baton Rouge, en Louisiane. Il a fréquenté l'Université d'État de Louisiane. Il est marié à Amanda ; ils vivent à Los Angeles avec leur fille.
Brown joue Luke McDonald dans la saison deux de True Blood. Il est également connu pour des rôles récurrents comme Judson Lyons dans Hart of Dixie et comme Ryan Kerrigan dans Private Practice. Brown a joué dans neuf films de Hallmark Channel, dont Du courage et du cœur et Love Begins en 2011, Christmas Cookies en 2016, Christmas at Graceland en 2018, Wedding at Graceland en 2019. Il est également apparu dans Les Experts : Miami, Esprits criminels, NCIS : Enquêtes spéciales, Scandal et Desperate Housewives.
En 2012, Brown a été choisi comme acteur récurrent de la série Double Jeu diffusée sur NBC. Il a également joué le rôle récurrent de Taylor dans la cinquième saison de 90210 Beverly Hills : Nouvelle Génération,. En 2016, Brown fait une apparition dans le rôle de Gaston dans Once Upon a Time.

## Filmographie
| Année | Titre                                | Rôle           | Notes                     |
| ----- | ------------------------------------ | -------------- | ------------------------- |
| 2006  | Les Chemins du triomphe              | Pat Riley      |                           |
| 2006  | We Are Marshall                      | Chris Griffen  |                           |
| 2008  | Noble Things                         | Bo             |                           |
| 2008  | Lockjaw: Rise of the Kulev Serpent   | Kelly          | Direct-to-DVD             |
| 2011  | Love Begins                          | Clark Davis    | Téléfilm Hallmark Channel |
| 2011  | Du courage et du cœur                | Clark Davis    | Téléfilm Hallmark Channel |
| 2011  | Noël au Far West                     | Clark Davis    | Téléfilm Hallmark Channel |
| 2011  | Apocalypse climatique                | Jacob Grange   |                           |
| 2012  | La Première Chevauchée de Wyatt Earp | Ed             | Direct-to-DVD             |
| 2012  | Future Starts Slow                   | Homeless man   | Court métrage             |
| 2013  | Shadow on the Mesa                   | Wes Rawlins    | Téléfilm Hallmark Channel |
| 2014  | Le Mariage de ses rêves              | Alex Blackwell | Téléfilm Hallmark Channel |
| 2015  | Love Under the Stars                 | Nate           | Téléfilm Hallmark Channel |
| 2016  | Christmas Cookies                    | Jake Carter    | Téléfilm Hallmark Channel |
| 2017  | Christmas in Mississippi             | Mike           | Téléfilm Lifetime         |
| 2017  | Une étrange baby-sitter              | Ben Turley     | Téléfilm                  |
| 2018  | Under the Autumn Moon                | Josh           | Téléfilm Hallmark Channel |
| 2018  | Christmas at Graceland               | Clay           | Téléfilm Hallmark Channel |
| 2019  | Wedding at Graceland                 | Clay           | Téléfilm Hallmark Channel |
| 2019  | Over The Moon In Love                | Devin Knight   | Téléfilm Hallmark Channel |
| 2019  | Check Inn to Christmas               | Ryan Mason     | Téléfilm Hallmark Channel |
| 2020  | Un drôle de Noël                     | Gavin          | Téléfilm Hallmark Channel |

| Année   | Titre                                     | Rôle                                  | Notes                                   |
| ------- | ----------------------------------------- | ------------------------------------- | --------------------------------------- |
| 2005    | Beach Girls                               | Billy                                 | Miniséries                              |
| 2007    | Les Experts : Miami                       | Brian Partney                         | Episode : "Permanent Vacation"          |
| 2009    | True Blood                                | Luke McDonald                         | 7 épisodes                              |
| 2009–10 | Trauma                                    | Casey Landers                         | 3 épisodes                              |
| 2009    | Esprits criminels                         | Joe Belser                            | Episode: "The Slave of Duty"            |
| 2011    | NCIS : Enquêtes spéciales                 | Marine First Lieutenant Jeremy Nolan  | Episode: "Ships in the Night"           |
| 2011    | Private Practice                          | Ryan Kerrigan                         | 3 épisodes                              |
| 2011–12 | Hart of Dixie                             | Dr. Judson Lyons                      | 4 épisodes                              |
| 2012    | Scandal                                   | Sully St. James                       | Episode : "Sweet Baby"                  |
| 2012    | Desperate Housewives                      | Dr. Bailey                            | Episode : "Finishing the Hat"           |
| 2012    | 90210 Beverly Hills : Nouvelle Génération | Taylor                                | 5 épisodes                              |
| 2013    | Double Jeu                                | Julian Bowers                         | casting principal ; 11 épisodes         |
| 2014    | Love Hurts                                | Navy Chief Petty Officer Phil Martino |                                         |
| 2016    | Once Upon a Time                          | Gaston                                | Saison 5, épisode : "Her Handsome Hero" |
| 2017    | Twin Peaks                                | Darren                                |                                         |